# Ohmden
Ohmden är en kommun och ort i Landkreis Esslingen i regionen Stuttgart i Regierungsbezirk Stuttgart i förbundslandet Baden-Württemberg i Tyskland.
Kommunen ingår i kommunalförbundet Stadt Weilheim an der Teck tillsammans med kommunerna Bissingen an der Teck, Holzmaden, Neidlingen och Weilheim an der Teck.